# イソマツ属
イソマツ属（イソマツぞく、磯松属、学名：Limonium、シノニム：Statice、英：Sea Lavender）は、イソマツ科の維管束植物で120種ほどの種が属している属である。多年草または一年草で、まれに低木または亜高木である。薄紫色の小さな花をつけることが多いため、英名ではシーラベンダー (Sea Lavender) やマーシュローズマリー (Marsh rosemary) と呼ばれるが、ラベンダーやローズマリーとは類縁関係にない。代表的な種にウコンイソマツ（英：plumbago）やハマサジ（英：Autumn Statice）、ハナハマサジ（英：Wavyleaf sea-lavender）などがある。属名のLimoniumの語源は、「牧草地」を意味するギリシャ語のλειμών（ラテン文字転写:leimon）であり、Staticeの語源は同じギリシャ語で「静止の」を意味するστατικός（ラテン文字転写:statikos）である。

## 特徴

### 分布
イソマツ属はヨーロッパからシベリア、アジア、アフリカ、オーストラリア、北アメリカなどに広く分布する。そのうちの大部分（100種以上）がカナリア諸島から地中海沿岸、中央アジアにかけて分布している。一方、北アメリカにはたった3種しか分布していない。
日本に分布する種は、ハマサジが東北地方から九州、東アジア等の広い範囲で分布している一方、ウコンイソマツ（イソマツ）は伊豆諸島及び小笠原諸島、南西諸島、台湾に隔離分布し、タイワンハマサジは西表島及び東南アジアに、センカクハマサジは魚釣島1島のみにしか分布しておらず植物地理学、種分化の点から興味深い。

### 生育環境
本属は特殊な環境に生育する植物である。多くの種が海岸近くや塩沼などの塩性土壌 (saline soils) に生育し、一部が大陸中央部の塩性土壌や石膏質の土壌 (gypsum soils) 、アルカリ性土壌 (alkaline soils) の地域やステップ、砂漠などの乾燥地帯に生息する。
日本産の種は、すべて海岸沿いの岩礁帯に生育する。

### 形態
一般的に、イソマツ属は多年草であり、地上部の高さは10-70cm程度まで成長する。また、いくつかの種（その多くはカナリア諸島に生育する）は低木・亜高木で、2m程度まで成長する。また、日本に生育するイソマツ属は小型の木本で樹高10-50cm程度である。葉は単純な形状をしており、全体に裂片があり、長さ1-30cm、幅0.5-10cmの大きさである。葉の多くはロゼッタ葉で、そこから小型で茶色の鱗片葉（苞葉）に包まれている花茎が伸びる。花は分岐した円錐花序または散房花序に付き、一つ一つの花は小さく（長さ4-10mm）、5つの雄蕊と、5裂片の萼と花冠を持つ。花の色は多くの種でピンクや紫色で、白色や黄色は少ない。果実は、一部が宿存性の萼によって包まれている小さな蒴果であり、その中に種子が1つ入っている。

## 主な種
イソマツ属には120-150種が属しており、その多くは非常に狭い範囲に生育する固有種である。なお、（）内は自生地である。

### 日本に分布する種
イソマツ属は、日本に4種分布している。そのうち、センカクハマサジが日本固有種である。また、ウコンイソマツ（広義のイソマツ、茎が松の樹皮に似るため磯松という）は花の色に変異が見られ、その花の色により2変種・2品種（あるいは4品種）に分類される。
- Limonium senkakuense - センカクハマサジ（魚釣島）、固有種
- Limonium sinense - タイワンハマサジ（西表島、台湾、中国南部、ベトナム）
- Limonium tetragonum - ハマサジ、英名Autumn StaticeまたはSquare-stem Statice（奄美大島〜九州、本州、東アジアの南部からニューカレドニア）、シノニム：L. japonicum
- Limonium wrightii - ウコンイソマツ（広義のイソマツ）（伊豆諸島、小笠原諸島、南西諸島、台湾）
  - var. wrightii - ウコンイソマツ（キバナイソマツ）（奄美群島、琉球諸島、台湾）花の色は黄色、シノニム：L. w. var. luteum、L. w.  f. wrightii
  - var. arbusculum - イソマツ（伊豆諸島、小笠原諸島、南西諸島、台湾）花の色は桃色、シノニム：L. w. f. arbusculum
  - f. albescens - シロバナイソマツ（粟国島、与那国島）花の色は白色
  - f. albo-lutescens - ウスジロイソマツ（大東諸島）花の色は薄い黄色

また、上記4種・5変種が環境省レッドデータブックに掲載されており、絶滅のおそれがある。これは、日本産イソマツ属がもともと個体数が少ないこと、生息環境が海岸などの狭い地域であることや生息環境の開発、園芸用・薬用としての採取などが要因としてあげられる。

### 世界に分布する種
主なイソマツ属の種をあげる。便宜上上記の日本に分布する種も含む。なお、日本に生育しない種で和名がついているものは日本でも栽培または園芸用として販売されている種である。
- Limonium aragonense（モネグロス（スペイン））、固有種
- Limonium arborescens （テネリフェ島（スペイン））、木本、固有種
- Limonium aureum （中央アジア、シベリア、モネグロス、中国北西部）
- Limonium auriculaeursifolium - 英名Alderney Sea-lavender（ヨーロッパ南西部、アフリカ北西部）
- Limonium australe （オーストラリア）
- Limonium bellidifolium - カスピア、英名Matted Sea-lavender（ヨーロッパ、アジア南西部）
- Limonium bicolor -イヌトウゴウソウ（モネグロス、中国北西部）
- Limonium binervosum - 英名Rock Sea-lavender（西ヨーロッパ）
- Limonium bourgaei （ランサローテ島）、固有種
- Limonium brassicifolium（カナリア諸島）
- Limonium caesium（地中海西部）
- Limonium californicum - 英名California Sea-lavender（北アメリカ西部、オレゴン州からバハ・カリフォルニア州）
- Limonium callianthum（中国西部、新疆ウイグル自治区）
- Limonium cancelatum（地中海東部、クロアチア）
- Limonium carolinianum - 英名Carolina Sea-lavender（北アメリカ東部、ニューファンドランド島からバミューダ諸島、 フロリダ、タマウリパス州）、シノニムL. angustatum, L. nashii
- Limonium caspium （中央ヨーロッパ東部から中央アジア）
- Limonium chrysocomum（中央アジア）
- Limonium confusum（地中海西部）
- Limonium congestum（中央アジア）
- Limonium coralloides（中央アジア）
- Limonium cordatum（地中海中央部）
- Limonium cosyrense（地中海東部）
- Limonium delicatulum（地中海西部）
- Limonium dendroides
- Limonium dichroanthum（中央アジア）
- Limonium dielsianum（中国西部：甘粛省、青海省）
- Limonium dregeanum - 英名Natal Statice（南アフリカ）
- Limonium echioides（地中海）
- Limonium emarginatum（スペイン南部）
- Limonium ferulaceum（地中海西部）
- Limonium flexuosum（中央アジア）
- Limonium franchetii（中国東海岸）
- Limonium fruticans（テネリフェ島）、固有種
- Limonium gmelinii（ヨーロッパ東部、アジア北部、シベリア）
- Limonium gougetianum（地中海西部）
- Limonium humile - 英名Lax-flowered Sea-lavender（ヨーロッパ北西部）
- Limonium imbricatum（テネリフェ島）、固有種
- Limonium insigne（スペイン南東部）、固有種
- Limonium kaschgaricum（中央アジア）
- Limonium iranicum（イラン）[4]
- Limonium lacostei（中国西部、チベット、カシミール）
- Limonium latifolium - ニワハナビ（ヒロハハマサジ）、英名German Statice（ヨーロッパ中央部及び南東部）
- Limonium leptolobum（中央アジア）
- Limonium leptostachyum - ハナハマサジ（スターチス）、英名Statice（中央アジア）
- Limonium lilacinum（トルコ中央部）、固有種
- Limonium limbatum- 英名Transpecos Sea-lavender（アメリカ合衆国南西部の内陸部）
- Limonium macrophyllum（テネリフェ島）
- Limonium macropterum（カナリア諸島）
- Limonium macrorhabdos（ラダック（インド））
- Limonium minutum（フランス南東部）、固有種
- Limonium mouretii（モロッコ）
- Limonium myrianthum（中央アジア）
- Limonium ornatum（モロッコ）
- Limonium otolepis - 英名Saltmarsh Sea-lavender（南西及び中央アジア）
- Limonium paulayanum（イエメン）、固有種
- Limonium pectinatum（カナリア諸島）
- Limonium peregrinum（南アフリカ）
- Limonium perezii - 英名Perez's Sea-lavender（カナリア諸島）
- Limonium paradoxum（ブリテン諸島）、固有種
- Limonium potaninii（中国西部：四川省、甘粛省、青海省）
- Limonium preauxii（カナリア諸島）
- Limonium puberulum（カナリア諸島）
- Limonium ramosissimum（地中海）
- Limonium reniforme - 英名Kidneyleaf Sea-lavender（イラン）
- Limonium rezniczenkoanum（中央アジア）
- Limonium senkakuense（魚釣島（日本））、固有種
- Limonium sieberi（地中海東部）
- Limonium sinense （日本、台湾、中国南部、ベトナム）- タイワンハマサジ
- Limonium sinuatum - ハナハマサジ、英名Wavyleaf Sea-lavender（地中海）
- Limonium sokotranum（イエメン）、固有種
- Limonium spathulatum（地中海）
- Limonium strictissimum （地中海：フランス、イタリア）
- Limonium suffruticosum（西及び中央アジア）
- Limonium tenellum（モンゴル、中国北西部）
- Limonium tetragonum （日本を含む東アジアの南部からニューカレドニア）- ハマサジ、英名Autumn StaticeまたはSquare-stem Statice
- Limonium thouinii（地中海）
- Limonium tomentellum（黒海）
- Limonium virgatum（地中海西部）
- Limonium vulgare - 英名Common Sea-lavender（ヨーロッパ西部、アフリカ南西部）
- Limonium wrightii（日本、台湾） - ウコンイソマツ（広義のイソマツ）

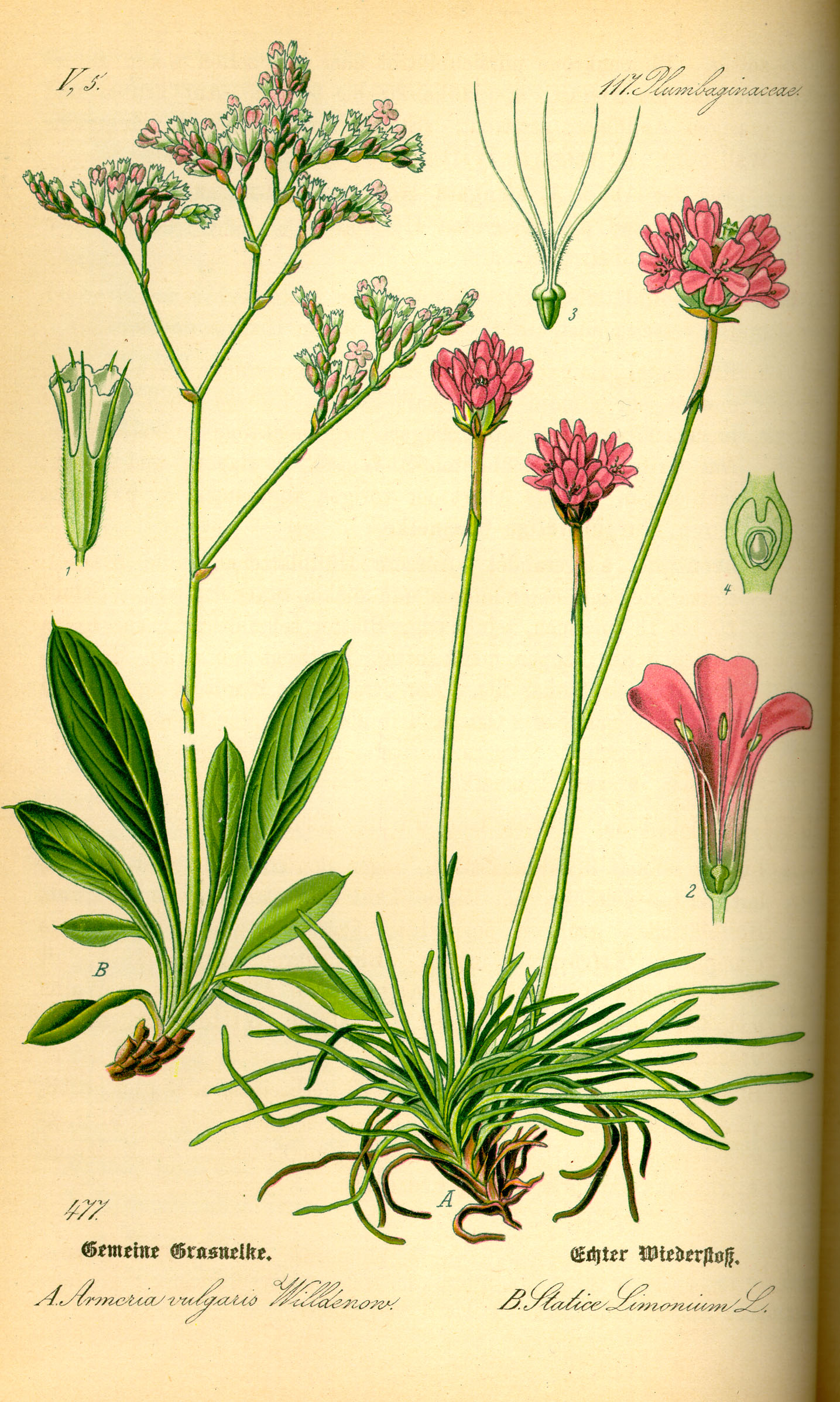
Limonium vulgare
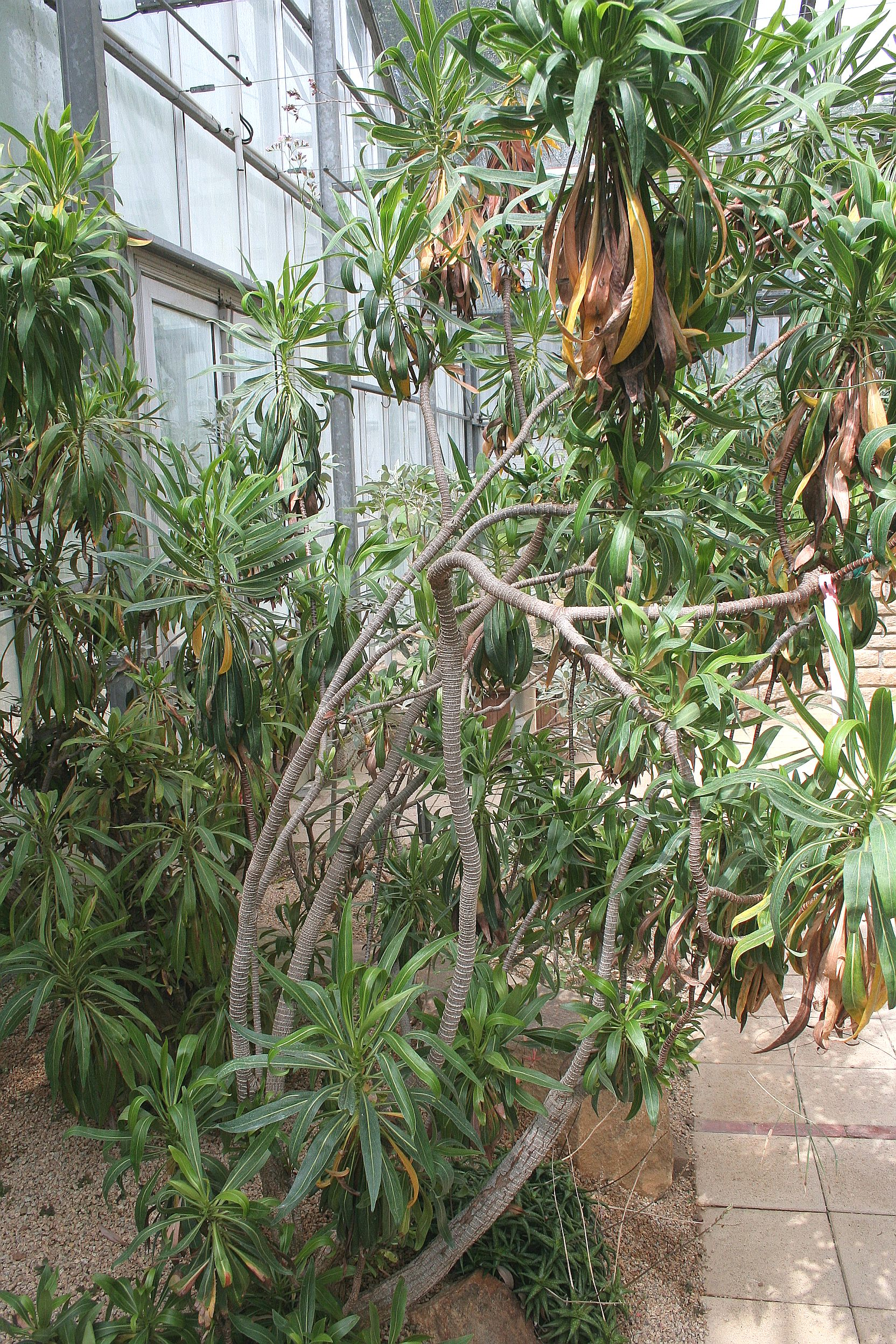
Limonium dendroides木本種
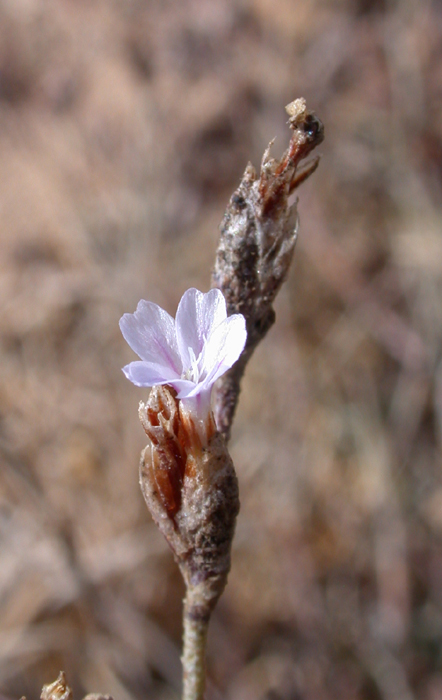
Limonium galilaeum
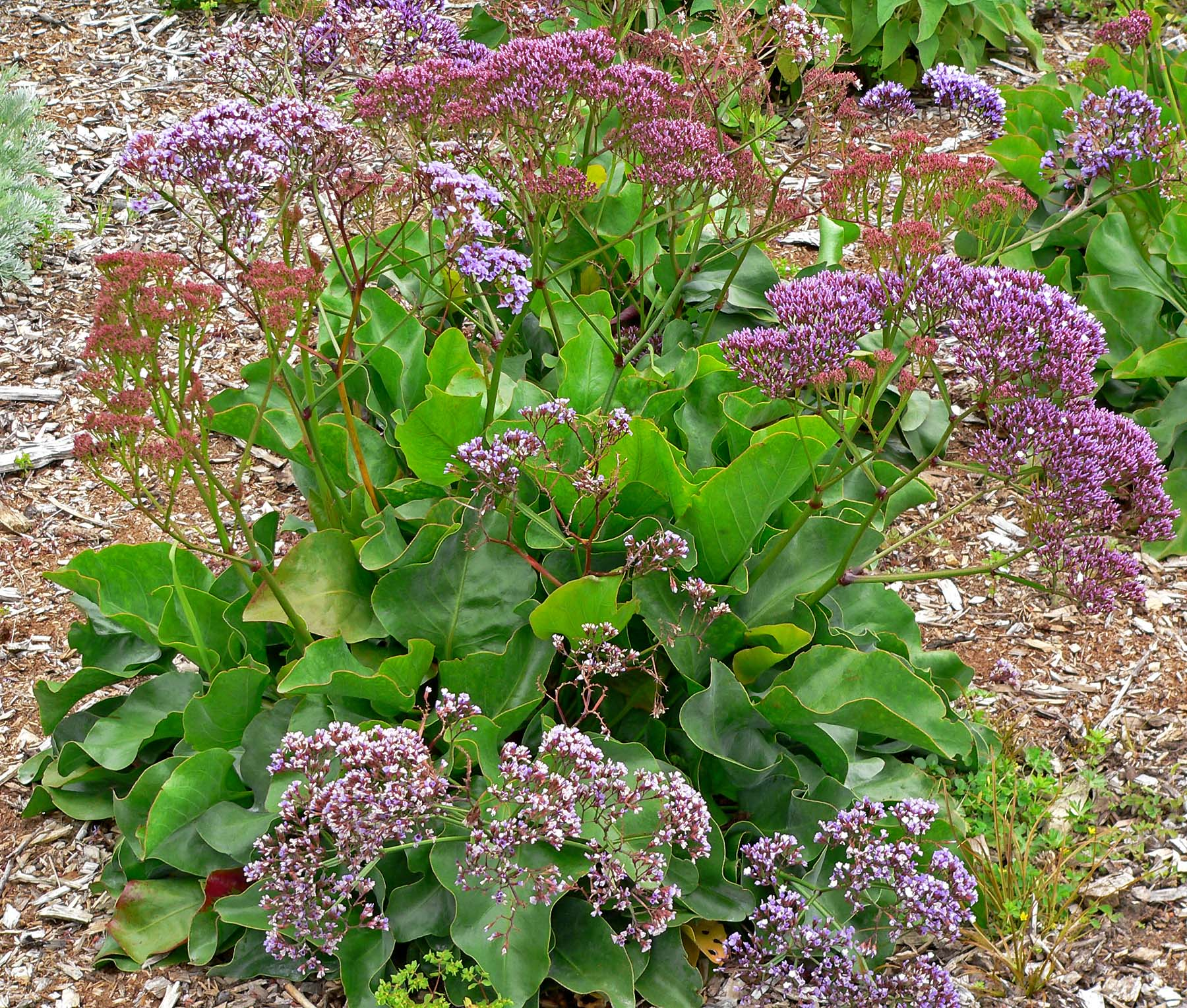
Limonium perezii

## 利用

### 園芸鑑賞用

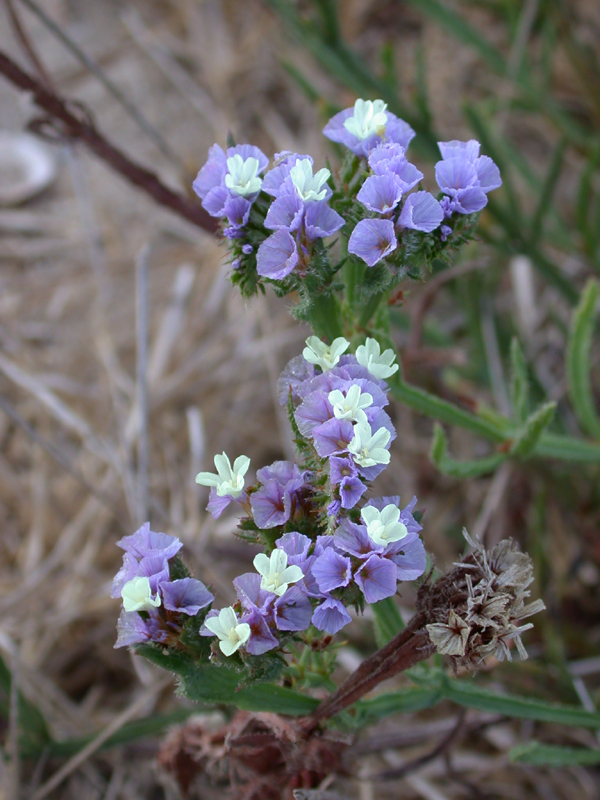
日本でも普通に流通しているイソマツ属のハナハマサジ（狭義のスターチス）

いくつかの種が園芸用に用いられ、ガーデナーの間では、一般的にスターチス (statices) と呼ばれている。主に花を鑑賞する目的で育てられるが、花が落ちた後も美しい萼が残るため「永遠の花 (everlasting flowers) 」と呼ばれる。その他、ドライフラワーにしたり、日本では盆栽にも用いられる。日本で栽培されているものは7、8種あり、地中海の海岸やシベリア原産のものなどが多い。
かつて栽培用のイソマツ属の種子は、採取することが難しかったため、花殻のまま売られていた。現在はほとんどがクリーンシードなので、そのまま鉢や箱に播いて育てられる。秋か早春が播種の適時である。また、株分けや根挿しも行われるが、成長してからの移植を嫌うので、小苗のうちに行う。やや乾燥した弱アルカリ性の、日当たりの良く排水性のよい土を好む。
原種から選抜されて栽培されているものを以下に示す。
アルタイカ
アルタイカ (L. altaica) は多年性（宿根性）で一季咲きのものとしては、最も広範に作付けが行われている種類である。寒さには極めて強い。6-7月に60-70cmの花茎を多数展開し、鮮明な青紫色の花が多数咲く。露地栽培の切り花として重要である。技術の進展と共に出荷可能な時期が広まっている。かつては実生苗が用いられたが、現在は大半が増殖苗（組織培養）である。
主な品種
- エミール
- パイオニア
- ブルーキャニオン

カスピア
カスピア (L. bellidifolium) は耐寒性に優れる一方で暑さに弱い、シベリア・カフカース原産のリモニウムである。露地栽培では7-8月に50-60cmのアスパラガスにも似たか弱い花序をつける。花は青色。ハウス内では四季咲きである。日本ではこれを片親とした種間交雑による園芸品種が普及している。
デュモサ
デュモサ (L. dumosum) はカスピアと同じくシベリア・カフカース原産で寒さに強い性質を持つ。花序は低く横に展開しており35-45cmである。花茎は若干太く稜を持つ。花色は白とピンクのストライプである。日本では一時期盛んに栽培されたが現在は少ない。理由として開花期が一時期集中型であることと、フザリウムによる病害が多いことが考えられる。
主な品種
- トレビアンなど

グメリニー
グメリニー (L. gmelinii) は、カフカースなどに分布する耐寒性に優れた種である。8-9月に花茎を展開して開花する。一季咲きで花序の先端は多数に枝分かれし小花を多数つける。花色は萼が濃い紫色、花冠はピンク色。日本での栽培例は少ない。
主な品種
- ユーロブルー（主にオランダ）
- トピアンブルー（カスピアとのハイブリッド）
- ミルキーチャーム（ラティフォリア×カスピアとのハイブリッド）

ラティフォリア
ラティフォリア (L. latifolium) はカフカース、ブルガリアなどに分布する耐寒性宿根草である。近年まで切り花や露地栽培される宿根性リモニウムの中でも主要な地位を占めていた。生命力が強いため、一度植えると長年の間株が生きたまま残存する。花序は散房形円錐花序で50-80cmとなり、小花を多数つける。8-9月に開花する一季咲きである。日本では多くが組織培養による増殖苗である。
主な品種
- ビオレッタ（花色:青）
- アビニオン（花色:白）

ペレジー
ペレジー (L. peregii) はカナリア諸島に分布する半耐寒性を示す多年草で、リモニウムの中でも数少ない半木立性で四季開花する性質を持つ。枝は伸張し、60-80cmと大型の花茎となる。萼は紫色で花冠は白色。花はやや大きく、一定の温度（10-15度）であれば開花し続ける。ハイブリッド種が登場する以前はカスピアと共に貴重なハウス栽培の切り花であった。ヨーロッパでは現在も広く普及している一方で、日本における作付けは減少している。
主な品種
- バイオレット

シネンシス
シネンシス (L. sinense) は台湾に分布する多年性で耐寒性に優れる。花茎は30-40cm。萼は白またはクリーム色。花冠は宿根性リモニウムの中では数少ない黄色系統である。花序が曲がりやすい性質のため、実生栽培が普通で切り花としての作付けは多くない。
シヌアータ
シヌアータ (L. sinuatum) は地中海沿岸に分布し、温暖かつ乾燥した気候を好む。多年性であるが、切り花栽培では一年草として扱う。花茎を5-8本展開し、50-70cmほどに成長する。萼は黄色、ピンク、紫桃、紫、白とリモニウムの中においては最も多彩な色のバリエーションを持ち、花冠は白または黄。日持ちは悪い。萼はドライフラワーにしても色合い、形状共に保つ。花色が多いため、露地切り花栽培として多数栽培されている。日本では開花調節技術の進展に伴い、ハウス栽培でほぼ周年出荷できる重要な切り花栽培種となった。シヌアータは普通種子によって繁殖するが、近年は開花期や花色、丈が揃う組織培養苗も広く普及している。
主な品種
- ゴールドコースト
- アイスバーグ
- トワイライトラベンダー
- アメリカンビューティ
- ミッドナイトブルー
- ブルーボネット

他多数
スウォロウィー
スウォロウィー (L. suwarowii) はトルキスタン原産の一年草で暑さ寒さにはあまり強くない。7-8月に開花する。30-40cm。数本花茎を分枝して小穂は2-3の小花からなり花冠は紫色である。作付けは少ないものの、フラワーアレンジメント用途の需要がある。実生繁殖である。
ブルガーレ
ブルガーレ (L. vulgare) はヨーロッパから北アフリカに分布する、耐寒性を備えた多年草である。50-60cm。アスパラガス様の花序に小花が咲き、萼は青または白で花冠は薄い青紫色。開花は8月頃。ラティフォリアよりも花冠は少し小さい。日本での栽培例は少ない。実生繁殖である。
ボンジェリー
ボンジェリー (L. bonduelli) はアルジェリアに分布する、耐寒性を備えた多年草である。シヌアータに似た花序の花茎を多数展開する。花序、花穂もシヌアータと同様で、両種の交雑によるハイブリッドも容易に栽培可能である。萼は黄色花冠は濃い黄色で開花時期は揃っていてシヌアータと同じように切り花栽培されている。

### 薬用
日本の沖縄県では、ウコンイソマツが民間療法の薬として用いられる。